# Маркине
Ма́ркине — село Новоазовської міської громади Кальміуського району Донецької області, Україна. Відстань до райцентру становить близько 17 км і проходить переважно автошляхом E58. Землі села межують із територією Некліновського району Ростовської області Росії.

## Історія
Маркін до 1917 — німецький хутір області Війська Донського, Таганрозький округ Новомиколаївської волості; у радянські часи — Сталінська область, Будьонівський район (Ново-Миколаївський). Мешканців: 212 (1915), 178 (1924).
7 (20) листопада 1917 року, відповідно до Третього Універсалу Української Центральної Ради, увійшло до складу Української Народної Республіки.

## Населення
За даними перепису 2001 року населення села становило 473 особи, з них 37,84 % зазначили рідною мову українську, 61,52 % — російську, 0,21 % білоруську, німецьку та словацьку мови.

## Російсько-українська війна
26 серпня 2014 року російські військові та проплачені терористи при спробі захоплення Новоазовська зайняли Маркине. 28 серпня 2014-го загинули у бою біля села Маркине вояки батальйону «Дніпро» молодші сержанти Олександр Мітягін та Дмитро Пермяков — розвідувальна група натрапила на передовий підрозділ кадрових російських військових, які зайшли на територію України; вояків полонили та розстріляли.